# Стригунков Роман Васильович
Рома́н Васи́льович Стригунко́в (8 вересня 1983 року, СРСР, РРФСР, Білгородська область, Бєлгород) — політично-громадський діяч, творець та керівник Російського легіону Євромайдану. Cповідує ідеї Українства, виступає за вихід Білгородської області зі складу Російської Федерації, з наступним приєднанням її до України. Голова Білгородської Народної Республіки. Один із учасників Форуму Вільних Держав Постросії. Лідер Визвольного руху Білгородщини.

## Біографія
Роман Васильович Стригунков народився 8 вересня 1983 у місті Білгород. З 2001 по 2003 служив строкову службу в 1 окремій стрілецькій бригаді охорони генерального штабу ЗС РФ (Олександрівські казарми, м. Москва). Демобілізувався у званні Старший сержант. У 2005-2010 роках разом із Земфірою, Толоконніковою Надією, Верзіловим Петром Юрійович (учасник артистичної групи "Війна" ) навчався на кафедрі соціальної філософії МДУ ім. Ломоносова, де вперше почав поширювати ідеї Українства серед студентів. З 2008 по 2011 працював аналітиком спаму та антивірусу в компанії Mail.Ru VK (компанія).

## Політична діяльність
Політичну кар'єру розпочав у 1999 році, під час візиту до Білгорода прем'єр-міністра Нємцов Бориса. Під час свого брифінгу в БелДУ Нємцову сподобалися запитання, задані Стригунковим, через що Романа було запрошено на сцену, де вони продовжили спілкування. 
Брав активну участь у Протестах на Росії 2011—2013. Учасник акцій протесту на Болотній та на ак. Сахарова у Москві. Керівник білгородського регіонального відділення партії «Нова сила». Організатор низки політичних акцій у Білгороді 2011-13 рр. — «Досить годувати Москву», «Проти 282 статті та репресій», «Пам'яті Тамбовського повстання та жертв політичних репресій», «Перейменування пам'ятника «Героїв Громадянської війни» у «Пам'яті жертв Громадянської війни»». Багаторічний організатор проведення «Руського маршу» у Білгороді, а також одиночного пікету на підтримку Олексія Навального.
В Україні співпрацював із Українським Національним Союзом (УНС),  Всеукраїнське об'єднання «Свобода», партією Братство.  Співорганізатор маршів в честь УПА в 2012-2013 в Харкові та Полтаві.
З 2 грудня 2013 брав активну участь у подіях української революції у складі самооборони Євромайдану, у тому числі у вуличних боях зі спецпідрозділом МВС України «Беркут». Очолив створений із громадян Росії  Російський легіон. У січні 2014  на Майдані Незалежності в Києві було встановлено намет Російського легіону Євромайдану в якому було створено штаб та прес-центр, в якому Стригунков проголосив початок непримиренної «боротьби з Путіним та імперськими амбіціями Росії». На прес-конференції Стригунков, що відбулася після цього, заявив:
«Русофобии в этническом смысле нет, но есть ненависть к москальству и совку.  Это начало конца. Начала конца путинского режима. Именно сейчас мы должны быть здесь, чтобы вершить свою историческую судьбу! Историческая судьба России решается здесь и сейчас!»

### Кримінальне переслідування
Оголошено у федеральний та міжнародний розшук рішенням Басманного суду м. Москви за ст. 280 КК РФ Громадські заклики до здійснення екстремістської діяльності та 1 і 2 ст. 282.2 КК РФ керівництво діяльністю екстремістської організації та участь у ній, за участь у діяльності забороненої в РФ партії «Правий сектор» . У квартирі Стригункова було проведено обшук, вилучено всі особисті речі, документи, комп'ютер. Обшук проводило Центральне управління Центру протидії екстремізму. У 2017 р. ДМС України надала статус «Особи з додатковим захистом» .

### Фільмографія
Роман Стригунков разом із Олегом Голтвянським , Олегом Тягнибоком, Олегом Однороженком, Андрієм Білецьким, Ігорем Гаркавенком тощо взяв участь у зйомках документального фільму Юрія Горського «Україна. Майдан. Перемога».